# Niccolò Radulovich
Niccolò Radulovich (né en 1627 à Polignano, dans les Pouilles, alors dans le royaume de Naples et mort à Rome le 27 octobre 1702) est un cardinal italien de la fin du XVIIe et du début du XVIIIe siècle. Sa famille est d'origine croate de Dubrovnik,  .

## Biographie
Niccolò Radulovich exerce diverses fonctions au sein de la Curie romaine, notamment comme gouverneur de plusieurs villes dans les États pontificaux et comme référendaire au tribunal suprême de la Signature apostolique. Il est élu archevêque de Chieti en 1659 et est secrétaire de la "Congrégation des visites apostoliques" et de la "Congrégation des évêques".
Le pape Innocent XII le crée cardinal lors du consistoire du 14 novembre 1699. Il participe au conclave de 1700, lors duquel Clément XI est élu.